# Bonpland (Corrientes)
Bonpland is een plaats in het Argentijnse bestuurlijke gebied Paso de los Libres in de provincie Corrientes. Het dorp telde bij de census van 2001 1.063 inwoners.
Tot 1858 heette het plaatsje Santa Ana. De inwoners van het dorp leven voornamelijk van veeteelt en de verbouw van rijst. Het dorp is zo genoemd omdat de bekende natuuronderzoeker Aimé Bonpland er heeft gewoond en er in 1858 is overleden. 
Het dorp ligt aan de Ruta National 14 (RN14) en is zo'n 11 km van de grens gevormd door de río Uruguay gelegen.